# Papiamento
Papiamento (též papiamentu) je kreolský jazyk používaný na karibských ostrovech Aruba, Bonaire a Curaçao. Tyto 3 ostrovy se nacházejí severně od pobřeží Venezuely, tvoří tzv. skupinu ABC ostrovů a náleží Nizozemskému království. Existují dva dialekty papiamenta: arubský dialekt a dialekt používaný na Curaçau a Bonaire.
Papiamento vzniklo především na základě portugalštiny, výrazný vliv na jeho vývoj však měla i španělština. Kromě těchto dvou jazyků papiamento vykazuje vliv nizozemštiny, angličtiny, afrických jazyků či jazyka původního obyvatelstva ostrovů před příchodem Evropanů.

## Příklady

### Číslovky
| Papiamento | Česky |
| un         | jeden |
| dos        | dva   |
| tres       | tři   |
| kuater     | čtyři |
| sinku      | pět   |
| seis       | šest  |
| schete     | sedm  |
| ocho       | osm   |
| nuebe      | devět |
| djes       | deset |

## Užitečné fráze
| Papiamento                                                                   | Česky                      |
| Bon bini!                                                                    | Vítejte!                   |
| Bon dia! / Halo!                                                             | Ahoj.                      |
| Conbai cubo? / Conta cubo? / Conta baiendo cubo? / Con ta bai? / Con cos ta? | Jak se máš?                |
| Mi ta bon, danki. Y abo? / Ami ta bon danki, I abo?                          | Mám se dobře, děkuji a ty? |
| Hopi tempo sin wak bo!                                                       | Dlouho jsme se neviděli!   |
| Con jamabo? / Con yama bo? / Con bo nomber ta?                               | Jak se jmenuješ?           |
| Mi nomber ta ... / Ami yama ...                                              | Jmenuji se ...             |
| Foi unda bon ta? / Di unda bo ta? / Di cual pais bo ta?                      | Odkud jsi?                 |
| Mi ta foi ... / Ami ta di ... / Mi a bin for di ...                          | Jsem z ...                 |
| Contento di mira bo! / Ta un plaser di conocebo!                             | Rád tě poznávám!           |
| Bon dia! / Mòro!                                                             | Dobré ráno!                |
| Bon tardi!                                                                   | Dobré odpoledne!           |
| Bon nochi!                                                                   | Dobrý večer! / Dobrou noc! |
| Ajo! / Te aworo! / Te otro biaha!                                            | Na shledanou!              |

## Vzorový text

### Všeobecná deklarace lidských práv
| papiamento | Tur ser humano ta nace liber y igual den dignidad y den derecho. Nan ta dota cu rason y cu consenshi y nan mester comporta nan den spirito di fraternidad pa cu otro. |
| česky      | Všichni lidé se rodí svobodní a sobě rovní co do důstojnosti a práv. Jsou nadáni rozumem a svědomím a mají spolu jednat v duchu bratrství.                            |